# مورغان براون
مورغان براون (بالإنجليزية: Morgan Brown)‏ (1 أكتوبر 1995 بويتير في الولايات المتحدة - ) هي لاعبة كرة قدم أمريكية في مركز حراسة المرمى. شاركت مع منتخب الفلبين الوطني لكرة القدم للسيدات.

## وصلات خارجية
- مورغان براون على موقع قاعدة بيانات كرة القدم.إي يو (الإنجليزية)